# Yasijah: Leusemia y el Ensamble Filarmónico y Coral de la ciudad de Lima
Yasijah es el nombre del cuarto disco de la banda de rock peruano Leusemia, el más progresivo hasta esa fecha,[cita requerida] cuenta con temas acústicos y experimentales; para este disco se incorporó Aldo Toledo (teclado) y Nilo Borges (violín). El nombre del disco se basa en un cuento creado por Tania Rosmart, seudónimo de Tania Martínez J. 
Salió a cargo de la discográfica L-25

## Canciones
1. Yo pienso en ti (cover de Fernando Ubiergo) (5:17)
2. El espejismo de los sentenciados (1:12)
3. La falta de espacios # 1 (1:36)
4. Eclipse en la corte de los cuentos desolados (13:10)
5. Dunas de Sal (6:36)
6. Yasijah (27:38)
  - Preludio
  - La Danza de las animas transgresoras
  - Sobre las calles de antenora / A la sombra de shadow
  - Cuando la dignidad murió en su intento por Amar
  - La danza de las animas transgresoras II
  - El retozo de dunia en el corredor de las bugambilias
  - El despertar en el cementerio y el encuentro con Yasijah
  - Los Saqueadores de cárcavas / El origen de los fuegos fatuos
  - Viaje al centro de Orco
  - Cierre : El vuelo final de los fuegos fatuos

### Trivia
- De este disco para el Tributo a Leusemia - 1983-2003 se tomaron "Dunas de sal" por El Syd y "Eclipse en la corte de los cuentos desolados" por Matando tu F.E.
- El tema "Eclipse en la corte de los cuentos desolados" incluye el tercer movimiento en La Menor de "A Saucerful of Secrets" del álbum homónimo de Pink Floyd.
- Este disco fue la primera de las 3 colaboraciones que el grupo tuvo con la discográfica L-25, cuyo tema principal, "Yasijah" (de extensa duración), está basado en un cuento escrito por Tania Rosmart, seudónimo de la productora de eventos y jefa de la editorial Kipuy, Tania Martínez J., novia de Daniel F., vocalista de la banda.

- Datos: Q6169812